# Epyaxa venipunctata
Epyaxa venipunctata är en fjärilsart som först beskrevs av Walker 1863a.  Epyaxa venipunctata ingår i släktet Epyaxa och familjen mätare. Inga underarter finns listade i Catalogue of Life.